# Ibn Battuta
Abu Abdullah Muhammad ibn Abdullah al-Lawati al-Tanji ibn Battuta (arabiska: أبو عبد الله محمد ابن عبد الله اللواتي الطنجي بن بطوطة), eller bara Ibn Battuta (arabiska: ابن بطوطة), född den 25 februari 1304 (år 703 A.H.), död 1368 eller 1369, var en marockansk-berbisk muslimsk lärd, resenär och geograf, känd för sin reseberättelse Rihla (arabiska för "resa"). 
Under en period av nästan trettio år, mellan 1325 och 1353, reste Ibn Battuta över nästan hela den kända muslimska världen och bortom den: från Nordafrika, Västafrika, Sydeuropa och Östeuropa i väst till Mellanöstern, den indiska subkontinenten, Centralasien, Sydostasien och Kina i öst. Hans resor gick vida längre än både Marco Polos och Zheng Hes, sammanlagt över 121 000 kilometer runt om i världen, vilket var rekord för hur långt en upptäcktsresande hade rest under en livstid. Detta rekord stod sig i ungefär 450 år tills industrialiseringen påbörjades. Tack vare Ibn Battutas omfattande skildringar av sina resor hålls han ofta som en av de största upptäcktsresandena någonsin.

## Biografi

### Tidigt liv och hans första hajj

En bokillustration från 1200-talet, gjord i Bagdad av al-Wasiti, som visar en grupp pilgrimer på hajj.

Allt som är känt om Ibn Battutas liv kommer från den självbiografiska information som återfinns i hans reseberättelser. Ibn Battuta föddes den 25 februari 1304 i en familj av islamiska laglärda i Tanger i Marocko under mariniddynastin. Som ung torde han ha studerat den sunnitiska rättsskolan Maliki, som var dominerande i Nordafrika vid den tiden. I juni 1325, när han var 21 år gammal, begav sig Ibn Battuta på en hajj (pilgrimsfärd) från hemstaden Tanger till Mekka, en resa som tog 16 månader. Han skulle emellertid inte återvända på 24 år.
Han reste till Mekka över land och följde den nordafrikanska kusten över abdalwadidernas och hafsidernas sultanat. Hans färdväg gick därefter genom Tlemcen och Béjaïa och vidare till Tunis, där han blev kvar i två månader. Han reste oftast med karavaner för att minska risken för överfall. I staden Sfax ingick han det första av de åtminstone nio äktenskap som han skulle komma att ingå under sina resor.
Tidigt på våren 1326, efter en resa på mer än 350 mil, ankom Ibn Battuta till hamnen i Alexandria i Egypten, en stad som då tillhörde bahriyyamamlukernas rike. Han tillbringade flera veckor i staden, såg dess berömda platser och begav sig därefter inåt landet mot mamlukrikets viktiga huvudstad Kairo där han stannade i omkring en månad. På mamlukernas territorium var det relativt säkert att färdas. Vanligen reste man till Mekka längs någon av tre farleder och Ibn Battuta valde den av de tre som mest sällan togs: en resa uppför Nildalen och sedan österut till hamnen Aydhab vid Röda havet. När han närmade sig staden tvingades han emellertid vända tillbaka på grund av ett uppror på orten.
Efter att ha återvänt till Kairo reste Ibn Battuta vidare till Damaskus som vid den här tiden styrdes av mamlukerna. Skälet till avstickaren var att han under sin första resa hade mött en helig man som gav en profetia om att han bara skulle nå Mekka om han reste genom Syrien. Ytterligare en fördel med omvägen var att andra heliga platser – Hebron, Jerusalem och Betlehem – låg längs denna rutt samt att mamlukerna ansträngde sig för att hålla vägarna säkra för pilgrimer.
Efter att ha tillbringat fastemånaden ramadan i Damaskus slog han följe med en karavan och reste de 150 milen från Damaskus till Medina. Efter fyra dagar i staden reste han vidare mot Mekka, profeten Muhammeds födelseort. Där utförde han de ritualer som en muslimsk pilgrim förväntas göra. Efter att på så vis ha blivit en hajji, en person som utfört pilgrimsfärden, bestämde Ibn Battuta sig för att fortsätta sin upptäcktsfärd i stället för att återvända hem. Hans nästa resmål blev Ilkhanatet i dagens Irak och Iran.

### Irak och Persien
Den 17 november 1326, efter en månad i Mekka, anslöt sig Ibn Battuta till en stor karavan pilgrimer som återvände tvärs över Arabiska halvön till Irak. Karavanen färdades först norrut mot Medina och färdades sedan nattetid åt nordost, längs Najdplatån till Najaf, en resa som tog omkring 44 dygn. I Najaf besökte Ibn Battuta mausoleet tillägnat Ali, den förste imamen, fjärde rashidun och Muhammeds svärson, en plats som särskilt vördades av shiamuslimer.
I stället för att fortsätta till Bagdad med karavanen påbörjade Ibn Battuta en sex månaders omväg som ledde honom in i Persien. Från Najaf reste han till Wasit och därefter söderut längs Tigris till Basra. Hans nästa resmål var staden Esfahan i Persien på andra sidan Zagrosbergen. Därifrån begav han sig söderut till Shiraz, en stor och blomstrande stad som slapp den förödelse som många av de mer nordligt belägna städerna råkade ut för vid mongolernas invasion. Till sist begav han sig tillbaka över bergen till Bagdad, dit han ankom i juni 1327. Delar av staden låg i ruiner eftersom den hade skadats svårt av ilkhanen Hülegüs armé.
I Bagdad fick Ibn Battuta reda på att Abu Sa'id, den siste mongolhärskaren av det enade Ilkhanatet, just skulle lämna staden för att resa norrut med ett stort följe. Han reste med den kungliga karavanen ett tag och begav sig därefter norrut till Tabriz längs Sidenvägen. Staden var den första större staden i området som öppnade sina portar för mongolerna och hade blivit ett viktigt handelscentrum när de flesta av de rivaliserande städerna i närheten hade förstörts.
Efter att återigen ha vänt tillbaka mot Bagdad (förmodligen i juli 1327) gjorde Ibn Battuta en utfärd norrut längs Tigris. Han besökte Mosul samt Cizre och Mardin, som båda ligger i dagens Turkiet. När han återvände till Mosul slog han följe med en pilgrimskaravan på väg söderut till Bagdad. Där mötte de upp med en större karavan som korsade Arabiska öknen till Mekka. Ibn Battuta led av diarré under resan och återvände till Mekka svag och utmattad.

### Arabiska halvön
Ibn Battuta stannade sedan en tid i Mekka. I Rihla skriver han att han blev kvar i staden i tre år, från september 1327 till hösten 1330. På grund av problem med kronologin menar emellertid flera forskare att han möjligen bara tillbringade ett år där och reste därifrån efter 1328 års hajj.
På sin väg från Mekka efter 1328 (eller 1330) års hajj kom han till hamnstaden Jidda på Rödahavskusten, och tog sig därifrån i en rad båtar ner längs kusten. Han färdades långsamt eftersom båtarna måste kämpa mot de sydostliga vindarna. När han kom till Jemen besökte han Zabid och därefter staden Taiz i höglandet, där han mötte rasuliddynastins malik (kung) Mujahid Nur al-Din Ali. Ibn Battuta nämner också att han besökte Sana'a, men om han verkligen gjorde det är tvivelaktigt. Troligare är att han reste direkt från Taiz till hamnstaden Aden, dit han anlände i början av 1329 (eller 1331). Aden var vid den här tiden ett viktigt transitcentrum i handeln mellan Indien och Europa.

### Somalia
I Aden steg Battuta ombord på ett skepp med vilket han först färdades till Zeila på Somalias kuststräcka vid Adenviken. Därifrån reste han vidare till Kap Gardafai och längre ner längs den somaliska kusten. Han tillbringade omkring en vecka på varje destination och kom slutligen till Mogadishu, den förnämsta staden i Bilad al Barbar ("berbernas land"), som var den medeltida arabiska termen för Afrikas horn.  När han dök upp längs Somalias kust 1331 var staden på toppen av sitt välstånd. Ibn Battuta beskrev Mogadishu som "en synnerligen stor stad" med många rika köpmän. Den var känd för sitt högkvalitativa tyg, som exporterades till bland annat Egypten. Han tillade att staden styrdes av en somalisk sultan, som ursprungligen var från Berbera i norra Somalia och talade både somaliska och arabiska flytande. Sultanen hade även ett följe av wazirer (ministrar), lagexperter, kommendörer, kungliga eunucker och andra följeslagare som lydde honom.

### Swahilikusten
Ibn Battuta fortsatte söderut från Somalia längs Swahilikusten, en region som på arabiska kallas för Bilad al-Zanj ("Zanjernas land"). Skeppet stannade en natt i östaden Mombasa. Staden var på den tiden relativt liten, men den skulle komma att bli viktig under det följande århundradet. Han fortsatte därefter längs kusten till östaden Kilwa i dagens Tanzania. Kilwa hade blivit ett viktigt transitcentrum under guldhandeln. När monsunen vände återvände Ibn Battuta till Arabien på ett skepp. Han besökte Oman och Hormuzsundet och återvände därefter till Mekka för 1330 (eller 1332) års hajj.

### Bysantinska riket, Gyllene horden, Anatolien, Centralasien och Indien

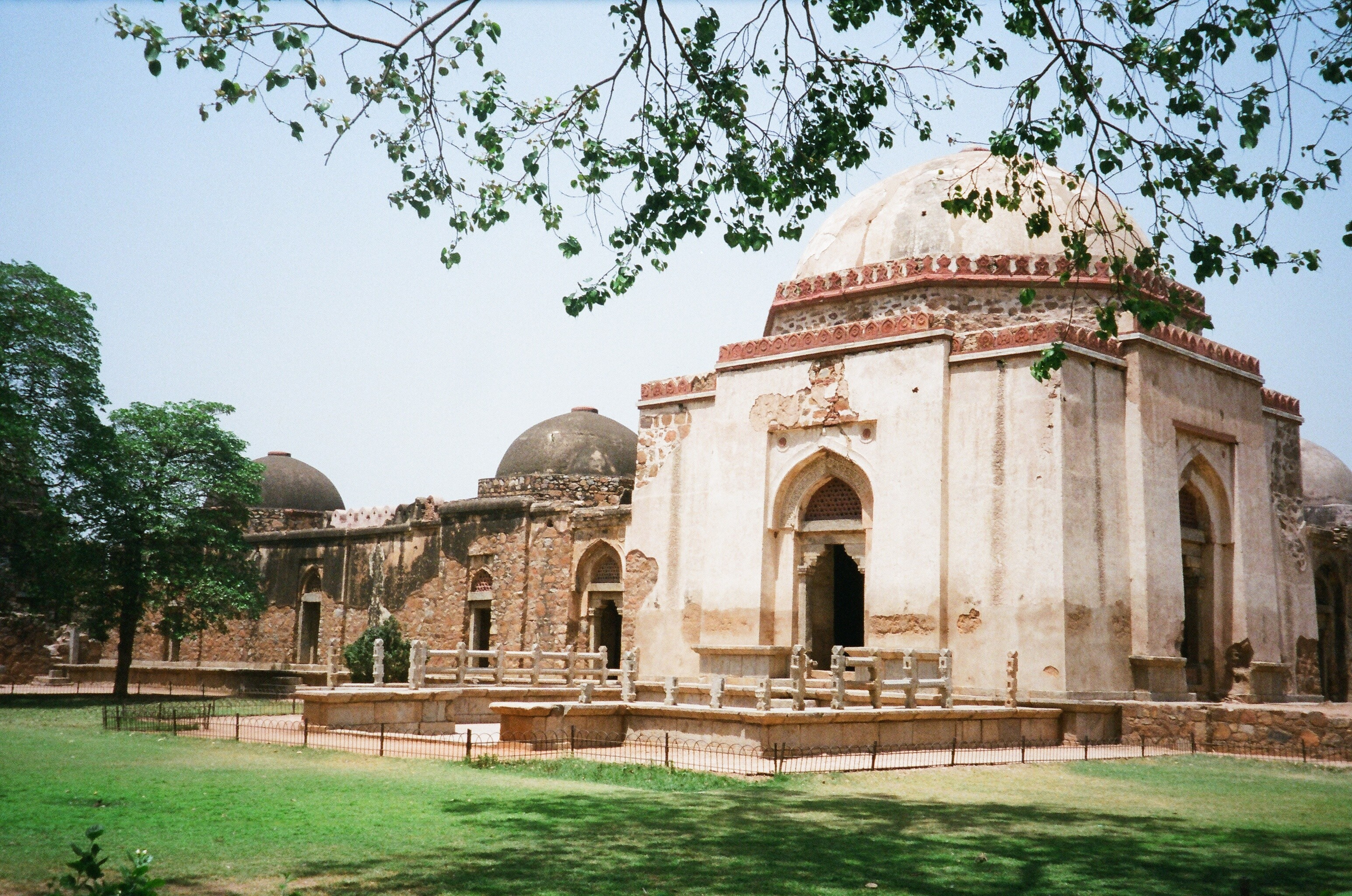
Muhammad bin Tughluqs grav i Delhi, Indien. Ibn Battuta anställdes som qadi (domare) av Muhammad bin Tughluq och var verksam som detta under flera års tid.

Efter att ha tillbringat ännu ett år i Mekka bestämde sig Ibn Battuta för att söka tjänst hos den muslimske sultanen av Delhi, Muhammad bin Tughluq. Han behövde en guide och tolk för resan och reste därför år 1330 (eller 1332) till Anatolien, som då styrdes av seldjukerna, för att ansluta sig till en av de karavaner som färdades därifrån till Indien. En sjöresa från den syriska hamnstaden Latakia med ett genuesiskt fartyg förde honom till Alanya på sydkusten av det som i dag är Turkiet. Från Alanya reste han till lands till Konya och därefter vidare till Sinop på Svartahavskusten.
Efter att ha korsat Svarta havet landsteg Ibn Battuta i Kaffa (nuvarande Feodosija) på Krim och kom in i Gyllene hordens territorium. Han köpte en vagn och kom av en lycklig tillfällighet att ansluta sig till en karavan som Gyllene hordens dåvarande khan Özbeg färdades i, och reste med karavanen ända till Astrachan vid Volgafloden.
När de kom till Astrachan tillät khanen en av sina gravida fruar, prinsessan Bayalun (som lär ha varit en utomäktenskaplig dotter till den bysantinske kejsaren Andronikos III Palaiologos), återvända till sin hemstad Konstantinopel för att föda. Ibn Battuta följde med på denna expedition, som blev hans första resa utanför den islamiska världens gränser.
Ibn Battuta anlände i Konstantinopel mot slutet av 1332 (eller 1334), och mötte här Andronikos III Palailogos samt såg den storslagna kyrkan Hagia Sofia. Efter en månad i staden reste han samma väg tillbaka till Astrachan och fortsatte därefter förbi Kaspiska havet och Aralsjön till Buchara och Samarkand. Därifrån reste han söderut till Afghanistan och korsade därefter bergspassen till Indien.
Delhisultanatet var ett nytt tillskott till Dar al-Islam, den del av världen där muslimer fritt kunde utöva sin religion, och sultanen Muhammad bin Tughluq var fast besluten att föra in så många muslimska lärde och andra ämbetsmän som möjligt i landet för att befästa sitt styre. På grundval av Ibn Battutas många års studier i Mekka anställde sultanen honom som qadi (domare).
Tughluq var en nyckfull härskare även för sin tid, och Ibn Battuta levde stundom det goda livet som en betrodd undersåte, medan han andra gånger misstänktes för en rad olika typer av förräderi mot regimen. Slutligen beslutade han sig för att lämna landet under förevändningen att göra ännu en hajj, men sultanen bad honom då att bli hans ambassadör i Yuandynastins Kina. När han ställdes inför möjligheten att både komma bort från sultanen och besöka nya länder, tog Ibn Battuta chansen.

### Sydostasien och Kina
På väg mot kusten anfölls han och hans sällskap av hinduer. Han kom ifrån de andra, blev rånad och nästan dödad. Han lyckades dock komma ikapp de andra inom tio dagar och kunde fortsätta resan till Khambhat (Cambay). Därifrån seglade han till Kozhikode, dagens Calicut (två sekel senare skulle Vasco da Gama landstiga på samma plats). Medan Ibn Battuta besökte en moské på stranden drog en storm fram och sänkte ett av skeppen i hans expedition. Hans sällskap seglade då i väg utan honom, och han greps av en lokal kung på Sumatra några månader senare. 
Han var rädd att återvända misslyckad till Delhi, och stannade en tid i södra Indien under Jamal-ud-Dins beskydd. Jamal-ud-Din var härskare i det lilla, men mäktiga Nawayath-sultanatet vid floden Sharavathi vid Arabiska havets kust. Platsen kallas numera Hosapattana och ligger i Honavar tehsil i Uttara Kannada-distriktet. När sultanatet störtades var Ibn Battuta tvungen att helt lämna Indien, och han bestämde sig för att resa till Kina, med en omväg till Maldiverna.  
Han tillbringade nio månader på Maldiverna, vilket var mycket längre än han hade tänkt. Som qadi var hans kunskaper mycket efterfrågade på dessa tidigare buddhistiska öar, som nyligen hade konverterat till islam, och han halvt om halvt kidnappades, halvt om halvt mutades att stanna. Han utsågs till domare och gifte in sig i Omar I:s familj, och blev därmed inblandad i lokalpolitiken. Han lämnade Maldiverna då han inte längre kände sig välkommen efter att ha infört strikta regler på öarna, som tidigare styrts med laissez-faire-politik. I Rihla nämner han sin förfäran över att öarnas kvinnor inte var klädda på överkroppen och att befolkningen ignorerade hans kritik mot denna sedvänja. Han fortsatte till Sri Lanka för att besöka berget Sri Pada (Adam's Peak).
På väg från Sri Lanka var hans skepp nära att sjunka i en storm, och det skepp som räddade honom anfölls därefter av pirater. Han blev strandsatt och fick ta sig tillbaka till Kozhikode och sedan åter segla till Maldiverna innan han lyckades ta sig ombord på en kinesisk djonk för att återigen försöka ta sig till den mongoliska Yuandynastins Kina.
Denna gång lyckades han, och reste i tur och ordning till Chittagong, Sumatra, Vietnam, Filippinerna och slutligen Quanzhou i Fujian-provinsen i Kina. Därifrån reste han norrut till Hangzhou, inte långt från dagens Shanghai. Han hävdade även i Rihla att han reste ännu länge norrut, genom Kejsarkanalen till Peking, men det anses inte troligt att han faktiskt gjorde det.

### Hemfärd och digerdöden
Efter att ha återvänt till Quanzhou påbörjade Ibn Battuta 1346 sin resa hem till Marocko. När han kom fram till Kozhikode igen funderade han på att överge sig i Muhammed bin Tughluqs våld, men bestämde sig i stället för att fortsätta till Mekka. Han reste via Hormuz och Ilkhanatet, och fann att Abu Sa'id hade avlidit sedan hans förra besök och att staten hade upplösts i inbördeskrig.
Ibn Battuta återvände till Damaskus 1348 i avsikt att ta samma rutt som vid sin första hajj, men fick veta att hans far hade dött 15 år tidigare. Dessutom hade digerdöden brutit ut, och Ibn Battuta var närvarande när den spred sig genom Syrien, Palestina och Arabien. Efter att han hade tagit sig till Mekka beslutade han att återvända till Marocko, nästan ett kvartssekel sedan han hade lämnat det. Under resan gjorde han en sista avstickare till Sardinien innan han 1349 återvände till Tanger via Fez, bara för att upptäcka att även hans mor hade dött några månader tidigare.

### Andalusien och Nordafrika
Efter bara några dagar i Tanger gav sig Ibn Battuta ut på en ny resa, nämligen till al-Andalus, det muslimska Iberien. Alfons XI av Kastilien och León hotade inta Gibraltar, och 1350 slöt Ibn Battuta upp med en grupp muslimer som lämnade Tanger med avsikt att försvara denna viktiga hamn. När han kom dit hade Alfons emellertid dött i digerdöden och hotet var avvärjt, så han bestämde sig för att i stället resa för nöjes skull. Han reste genom Valencia och kom därefter till Granada.
Efter att ha lämnat al-Andalus bestämde han sig för att resa genom en av de få delar av den muslimska världen som han inte tidigare hade utforskat: Marocko. På väg hem stannade han till i Marrakech, som närapå var en spökstad efter digerdöden och flytten av rikets huvudstad till Fez.
Ännu en gång återvände han till Tanger, och ännu en gång reste han vidare. År 1324, två år före Ibn Battutas första resa till Kairo, hade Malirikets mansa Moussa rest genom staden på sin egen hajj och väckt uppståndelse med sina överdådiga rikedomar; i Västafrika fanns stora mängder guld. Ibn Battuta nämner själv aldrig detta specifikt, men det är troligt att berättelser han hört om Moussa under sin egen resa gav honom idén, för han bestämde sig för att bege sig till det muslimska kungariket på andra sidan Sahara.

### Genom Sahara till Mali och Timbuktu

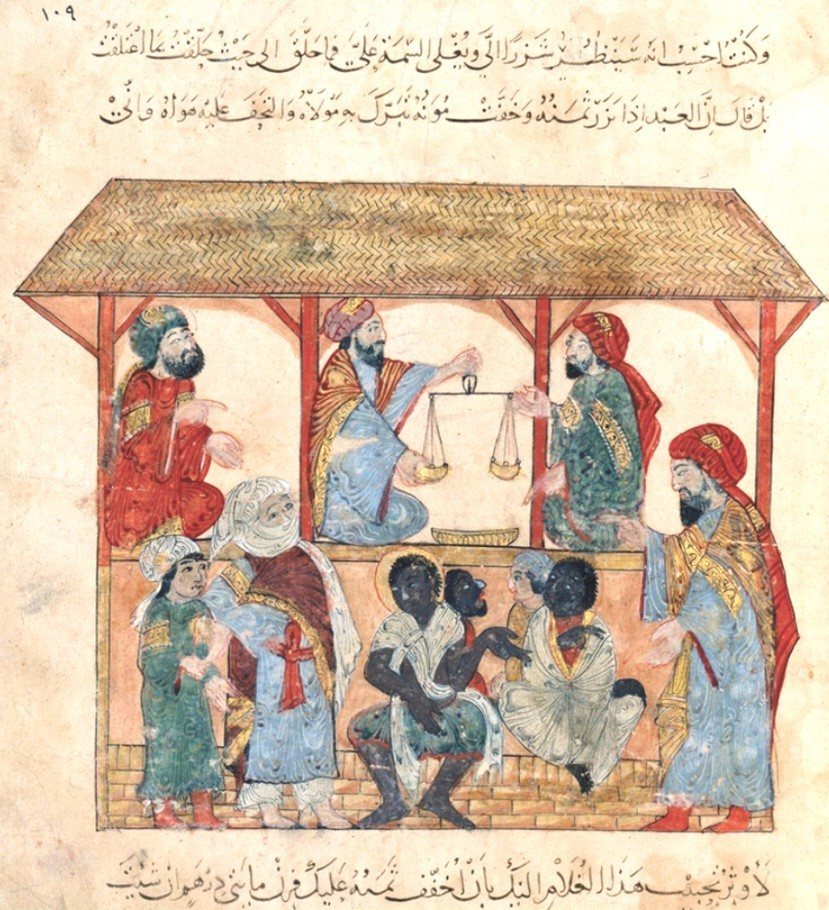
En bokillustration från 1200-talet, gjord i Bagdad av al-Wasiti, som visar en slavmarknad i staden Zabid i Jemen.

Hösten 1351 lämnade Ibn Battuta Fez och begav sig över Atlasbergen till staden Sijamasa vid Saharaöknens norra gräns i Marocko. Där införskaffade han några kameler och stannade i fyra månader. Han gav sig i februari 1352 åter i väg med en karavan längs de transsahariska salt- och guldhandelslederna, och efter 25 dagar ankom han till saltgruvorna i Taghaza, som låg i en uttorkad saltsjö. Husen i staden var byggda av saltblock av masufastammens slavar, som högg ut tjocka block av salt för vidare transport med kamel för vidareförsäljning. Taghaza var ett handelscentrum och flödade av guld från Maliriket, men Ibn Battutas intryck av staden var inte positivt; vattnet var bräckt och det kryllade av flugor.
Efter tio dagars uppehåll i Taghaza reste karavanen mot oasen Tasarahla (förmodligen Bir al-Ksaib), där den stannade i tre dagar för att förbereda resans sista och svåraste etapp genom den vidsträckta sandöknen. Från Tasarahla sändes en masufaspejare i förväg till oasstaden Oualata för att arrangera med någon som kunde föra med sig vatten till en plats fyra dagsresor ifrån staden, där de skulle möta den törstiga karavanen. Oualata var den södra slutpunkten för handelsvägarna genom Sahara och hade nyligen blivit en del av Maliriket. Det tog karavanen sammanlagt två månader att ta sig de 160 milen genom öknen från Sijilmasa.
Därifrån reste han åt sydväst, längs en flod han trodde var Nilen (det var i själva verket Nigerfloden), tills han nådde Malirikets huvudstad. Där mötte han mansa Suleiman, som var kung sedan 1341. Trots att han var misstänksam mot kungens sparsamma gästfrihet stannade han ändå i staden i åtta månader. Han påpekade ogillande att kvinnliga slavar, tjänare och till och med sultanens döttrar gick omkring helt nakna. I februari lämnade han huvudstaden och reste med kamel till Timbuktu. Under de följande två seklen skulle staden bli den viktigaste staden i regionen, men vid denna tidpunkt var den liten och oansenlig, och Ibn Battuta reste snart vidare med båt till Gao, där han tillbringade en månad. När han befann sig i oasen Takedda på väg tillbaka genom öknen fick han ett meddelande från sultan Abu Inan Faris av Marocko, som befallde honom att återvända hem. Han gav sig i väg mot Sijilmasa i september 1353 med en stor karavan som transporterade 600 svarta kvinnliga slavar och återvände till Marocko tidigt 1354.

### Rihlaoch död

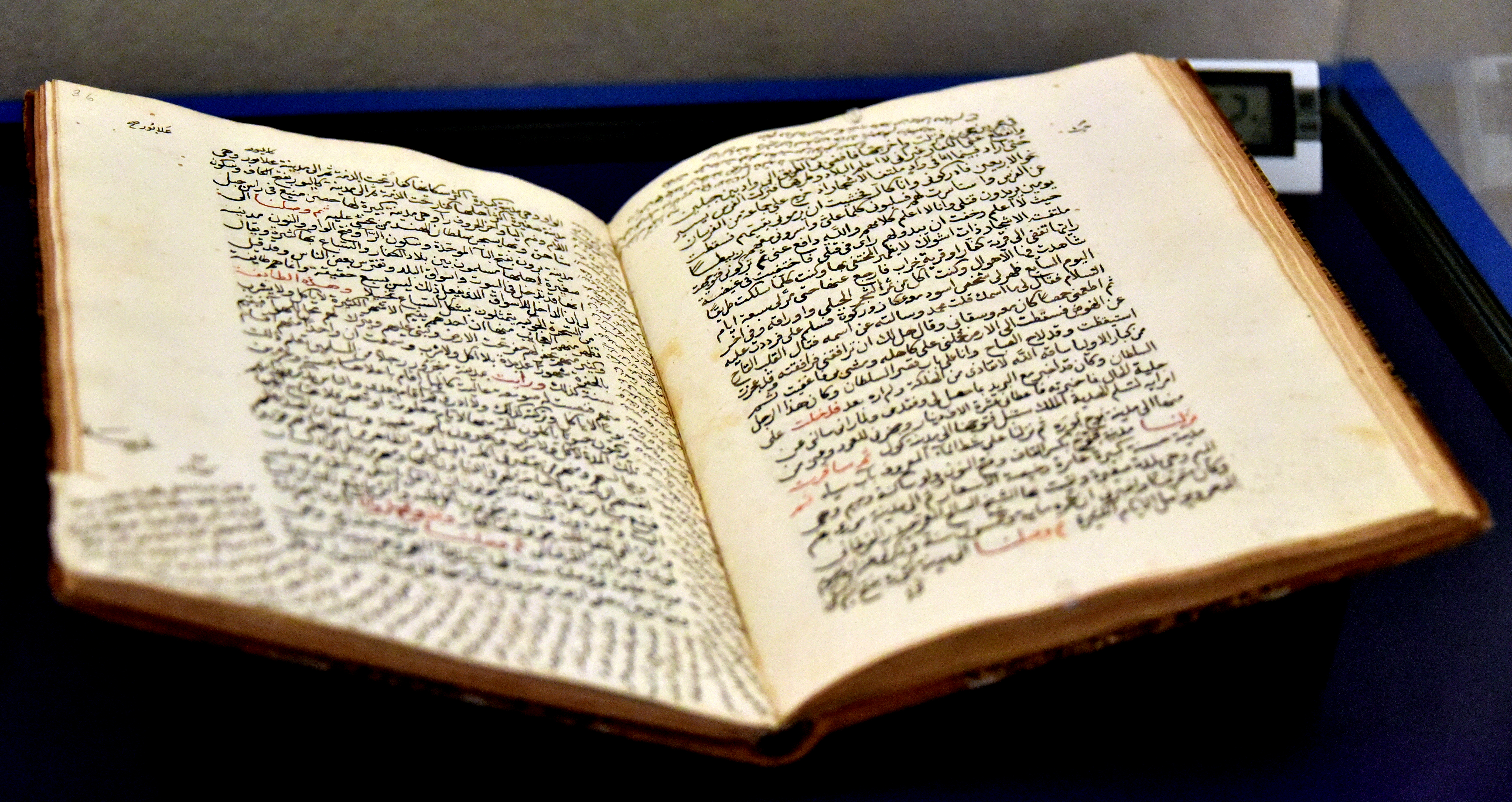
Historisk kopia av utvalda delar ur Rihla.

När han 1354 hade återvänt hem från sina resor dikterade Ibn Battuta på sultan Abu Inan Faris uppmaning en skildring av sina resor för Ibn Juzayy, en lärd som han tidigare hade träffat i Granada. Skildringen, som här och var även kommenteras av Ibn Juzayy, är den enda källan till Ibn Battutas äventyr. Manuskriptets titel, Tuḥfat An-Naẓār Fī Gharā'ib Al-Amṣār Wa ˤAjā'ib Al-Asfār, kan översättas som "En gåva till dem som begrundar städernas härlighet och resandets tjusning", men skildringen kallas för det mesta helt enkelt Rihla, "resan". 
Inget tyder på att Ibn Battuta förde några anteckningar under sina 29 års resor, så när han dikterade sin reseberättelse måste han lita till sitt minne och begagna sig av manuskript från tidigare resenärer. När han beskriver Damaskus, Mekka, Medina och vissa andra platser i Mellanöstern kopierar Ibn Juzayy tydligt passager från en 1100-talsskildring av Ibn Jubayr. På samma sätt är större delen av Ibn Juzayys beskrivningar av platser i Palestina kopierade från en 1200-talsresande, Mohammed al-Abdari al-Hihi.
Västerländska orientalister tror inte att Ibn Battuta besökte alla de platser som han beskriver och menar att han litade till hörsägen och använde sig av tidigare resandes berättelser för att ge en fullständig beskrivning av platser i den muslimska världen. Till exempel anses det högst osannolikt att Ibn Battuta reste uppför floden Volga från Saraj och besökte Bolgar, och det råder tvivel om flera andra av hans resor, som den till Sana'a i Jemen, hans resa från Balkh till Bistam i Khorasan och hans resa runt Anatolien. Vissa orientalister har till och med ifrågasatt om han verkligen besökte Kina. Ändå är Rihla, trots att den på sina ställen möjligen är fiktiv, en viktig skildring av många platser i världen på 1300-talet.
Ibn Battuta råkade ofta ut för kulturkrockar i de områden han reste till där de lokala sedvänjorna hos nyligen konverterade folk inte passade ihop med hans ortodoxt muslimska bakgrund. Bland turkarna och mongolerna förbluffades han över hur kvinnor betedde sig; vid ett tillfälle anmärker han att när han såg ett gift turkiskt par och såg hur fri kvinnan var att yttra sig, utgick han ifrån att mannen var kvinnans tjänare. Han ansåg även att klädseln på Maldiverna och i vissa områden i subsahariska Afrika var för avslöjande.
Sedan Rihla skrevs år 1355 är lite känt om Ibn Battutas liv. Han utsågs till domare i Marocko och dog 1368 eller 1369.

## Resvägar

### 1325–1332
Under denna tid besökte Ibn Battuta Nordafrika, Irak, Persien, Arabiska halvön, Somalia och Swahilikusten.

### 1332–1346
Under denna tid besökte Ibn Battuta området runt Svarta havet, Centralasien, Indien, Sydostasien och Kina.

### 1349–1354
Under denna tid besökte Ibn Battuta Nordafrika, Spanien och Västafrika.

## Eftermäle

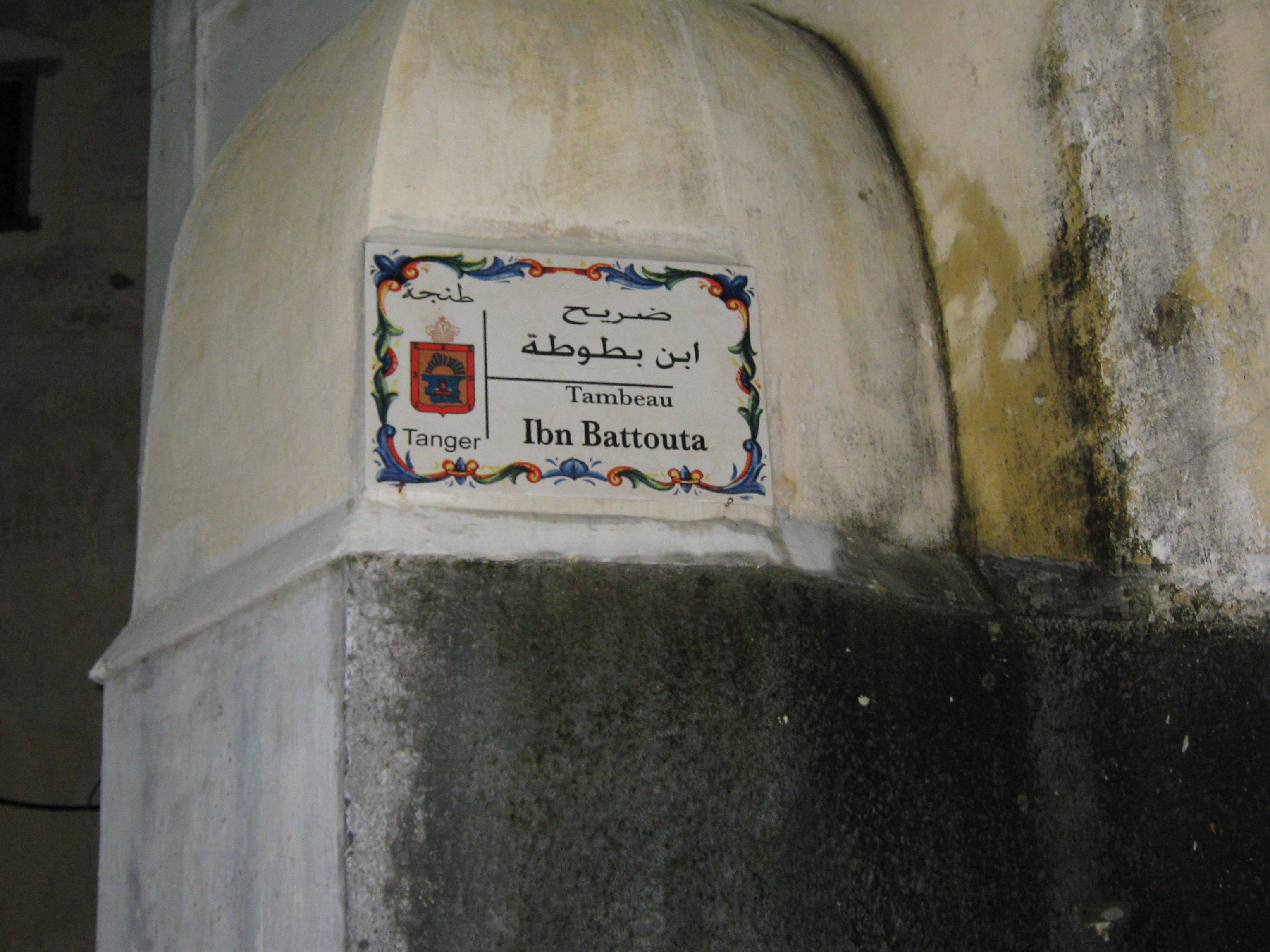
Huset i Tangers medina där Ibn Battutas grav sägs finnas.

I flera sekler var Ibn Battutas bok okänd till och med i den muslimska världen, men tidigt på 1800-talet publicerades utdrag på tyska och engelska, baserade på manuskript som hittats i Mellanöstern och innehöll förkortade versioner av Ibn Juzayys arabiska text. När franska styrkor ockuperade Algeriet på 1830-talet hittade de fem manuskript i Constantine, bland annat två som innehöll mer kompletta versioner av texten. Dessa manuskript fördes tillbaka till Bibliothèque Nationale i Paris och studerades av de franska forskarna Charles Defrémery och Beniamino Sanguinetti. Med början 1853 gav de ut en serie av fyra volymer som innehöll den arabiska texten, utförliga noter och en översättning till franska. Defrémerys och Sanguinettis tryckta text har sedan dess översatts till många andra språk. De finns i svenskt urval under titeln Islams vandringsman (1989, översättning Mikael Mörling). Ibn Battutas berömmelse har växt och han är numera välkänd.
Störst betydelse har Ibn Battuta fått på grund av sina geografiska uppteckningar och resebeskrivningar från Västafrika, närmare bestämt de välorganiserade Mali- och Songhai-rikena. Hans skrifter som behandlar dessa områden hör till de viktigaste kunskapskällorna om denna period i afrikansk historia, bland annat genom sin dokumentation av levnadsförhållanden, politiskt liv, centraliserad statsmakt och utveckling av en omfattande handel genom Sahara.
Till minne av Ibn Battuta har man i Dubai uppkallat en shoppinggalleria efter honom, Ibn Battuta Mall. Den är indelad i ett halvdussin större avdelningar, så kallade "courts", som alla har distinkt arkitektur/dekor som återspeglar olika regioner Ibn Battuta besökte under sina resor.
Det finns dock de som höjer tvivel omkring autenticiteten i flertalet av Ibn Battutas reseskildringar, bland annat då han i vissa fall beskriver härskare som bevisligen styrde innan eller efter hans livstid. En sådan är den tyska orientalism-forskaren Ralf Elger.